# Вилхелм II (Хесен)
Вижте пояснителната страница за други личности с името Вилхелм II.
Вилхелм II Средния (на немски: Wilhelm II von Hessen, „der Mittlere“ * 29 април 1469, † 11 юли 1509) от Дом Хесен е ландграф на Хесен, през 1493 – 1509 г. на Горен Хесен и от 1500 г. на Горен- и Долен Хесен.
Той е вторият син на ландграф Лудвиг II Великодушния (1438 – 1471) и съпругата му Мехтхилд (1436 – 1495), дъщеря на граф Лудвиг I от Вюртемберг (1412 – 1450) и Мехтхилд фон Пфалц (1419 – 1482), която се омъжва втори път 1452 г. за ерцхерцог Албрехт VI от Австрия (1418 – 1463), брат на император Фридрих III.
Вилхелм се жени през 1497 г. за Йоланда († 1500), дъщеря на граф Фери II от Водемон (1417 – 1470) и Йоланда Анжуйска (1428 – 1484), дъщеря на крал Рене I Анжуйски. Тя е сестра на херцог Ренé II от Лотарингия († 1508). След нейната смърт при раждане през пролетта 1500 г. той се жени на 20 октомври 1500 г. за Анна фон Мекленбург (1485 – 1525), дъщеря на херцог Магнус II от Мекленбург (1441 – 1503) и на София, прицеса от Померания (1460 – 1504).
Вилхелм трябва да стане духовник и е изпратен за възпитаване при брата на майка му херцог Еберхард I от Вюртемберг (1445 – 1496). Той става първо съ-регент през 1485 г. на долносаксконско частично господство, става през 1493 г. ландграф на цял Долен Хесен, след като по-големият му брат Вилхелм I „Стария“ се оттегля в Шпангенберг заради душевна болест в резултат на заболяване от сифилис.
Вилхелм е от младини добър приятел с немския крал и по-късен император Максимилиян и го придружава на множество военни походи. През 1488 г. заедно със саксонския херцог Албрехт той освобождава Максимилиян от плен във въстаналия град Брюге, и през 1490 г. му помага с 1000 души при похода му в Унгария. През 1503 – 1504 г. Максимилиян I дава на Вилхелм права над Курпфалц, където войниците му се проявяват доста грубо.
През 1500 г. след смъртта на бездетния му братовчед Вилхелм III, „Младия“, който от 1489 г. управлявал в Марбург частичното ландграфство Горен Хесен Вилхелм II обединява отново цялото ландграфство Хесен. Резиденцията му е в Марбург.
През 1504 г. Вилхелм се разболява, както преди него по-големият му брат, от сифилис. Затова през 1506 г. той предава управлението фактически на назначен регентски съвет.
Вилхелм II умира, заради заплахата за заразяване все по-изолиран, на 11 юли 1509 г. При неговата смърт през 1509 г. син му Филип I е още малолетен и съпругата му Анна поема регентството за него, както той е определил в завещанието си.

## Деца
- От брака му с Йоланта (Йоланда) от Лотарингия (* ок. 1470; † 21 май 1500):[1]
  - Вилхелм (* 27 март 1500, † 8 април 1500)
- От брака му с Анна фон Мекленбург (* 14 септември 1485 в Плау ам Зее; † 12 май 1525 в Рьоделхайм, Франкфурт на Майн):[2]
  - Елизабет (* 4 март 1502; † 6 декември 1557), омъжена 1516 г. за Йохан, херцог на Саксония (1498 – 1537)
  - Магдалена (* 18 юли 1503, † 10 септември 1504)
  - Филип I Великодушни (* 13 ноември 1504, † 31 март 1567), ландграф на Хесен, женен 1523 г. за Кристина Саксонска (1505 – 1549) и едновременно от 1540 г. морг. за Маргарета фон дер Заале (1522 – 1566)